# Sé quién eres (pel·lícula)
Sé quién eres és una pel·lícula espanyola del 2000 dirigida per Patricia Ferreira amb guió d'Inés París i Daniela Féjerman. Fou seleccionada a la secció "Panorama" al 50è Festival Internacional de Cinema de Berlín.

## Sinopsi
Paloma és una jove psiquiatra enamorada del seu treball, i és destinada a un hospital remot de Galícia. Allí trob un pacient molt especial, Mario, un ex legionari alhora inquietant i seductor, que pateix la síndrome de Korshakof, una alteració de la memòria lligada a l'alcoholisme que no li permet recordar un passat tortuós. Suposarà un cas d'estudi apassionant per a la jove doctora, però li farà enfrontar-se al costat més terrible de la realitat.

## Premis i nominacions
XV Premis Goya
| Categoria                 | Persona           | Resultat   |
| ------------------------- | ----------------- | ---------- |
| Millor director novell    | Patricia Ferreira | Nominat    |
| Millor actor protagonista | Miguel Ángel Solá | Nominat    |
| Millor música original    | José Nieto        | Guanyadora |

Festival de Cinema d'Espanya de Tolosa de Llenguadoc (2000)Premi a la millor fotografia (José Luis Alcaine)
Premis Turia (2001)Millor òpera prima (Patricia Ferreira)